# 두샨 살피츠키
두샨 살피츠키(체코어: Dušan Salfický, 1972년 3월 28일~)는 체코의 은퇴한 아이스하키 선수로 포지션은 골텐더이다. 체코 엑스트랄리가의 HC 클라드노에서 선수 생활을 시작하여 내셔널 하키 리그(NHL)의 카나디앵 드 몽레알, 내슈빌 프레더터스, 플로리다 팬서스, 워싱턴 캐피털스, 피츠버그 펭귄스에서 활약했다. 그는 NHL 통산 722경기에 출전했다.
국제 대회에서는 체코 대표팀 소속으로 참가했으며, 올림픽에 2회 출전하여 2006년 동계 올림픽에서 동메달을 획득하였다. 